# アル・カラルの遺産
『アル・カラルの遺産』（アル・カラルのいさん）は、道原かつみによる日本の漫画。『リュウ』（徳間書店）に連載された。単行本は全1巻。
1993年にOVAが発売されている。

## あらすじ
人類が太陽系外に進出して350年、異星文明の遺跡が発見されてから180年の時を経た西暦2521年。人類は遂にヒト型異星生命体金目人の発見に成功した。喜びに沸き立つ人類だったが、その情報は異星文明の遺跡発掘の利権を独占するブーゲン財団によって秘匿されてしまう。
金目人発見の情報をスクープしたRSSTVのドキュメンタリー班に所属するシャナ・ティーアは、不思議な能力を使って遺跡から文明解析に必要なディスクプレートを入手した。その現場を目撃した運び屋のハーマーはシャナに「チームを組み一儲けしよう」と持ち掛けた。シャナはハーマーに「金目人の惑星に連れて行って」と頼み、2人は行動を共にするようになる。
そんな中、研究・実験のために宇宙都市テンゲに移送された金目人トリューンが脱走してしまう。ひょんなことからトリューンを匿うことになったハーマーに対し、トリューンは「シャナに会わせて欲しい」と頼み込む。ハーマーは希望通りにシャナに会わせたが、その直後にトリューンはシャナのことを「アル・カラル」と呼んだ。それから間もなく、トリューンを取り戻そうとするブーゲン財団の追手が迫ってきた。

## 登場人物
シャナ・ティーア
本作の主人公。宇宙都市テンゲのTV局・RSSTVのドキュメンタリー班でバイトをしている。遺跡から文明情報を入手する不思議な能力を持っている。トリューンによると、容姿がアル・カラルに似ているらしい。
ファーライル遺跡で発見されたアル・カラルのミイラの遺伝子を培養して造られたクローンであり、「ことば」を操ることが出来る。自分の居るべき場所を探すため金目人の住む惑星Go-7498-2星に行こうとしている。
ブーゲン財団に連れ去られたトリューンを助けるため、財団の研究所に潜入する。一連の事件の終結後は、ハーマーとヴィと共にGo-7498-2星に向かう。
フルネームが判明するのは『アルカライラ』からであり、本作では「シャナ・T」と表記されている。
ハーマー
RSSTVに雇われている運び屋。友人たちによるとプレイボーイであり、女性に困ることはなかったとのこと。
遺跡のお宝を発掘して一儲けしようと考えており、シャナにチームを組もうと持ち掛ける。トリューンをシャナの許に送り届けた後は、厄介事に巻き込まれるのを嫌がりシャナの許を去るが、シャナがブーゲン財団に襲われている所を目撃し、シャナを助けトリューン救出に協力する。
トリューン
Go-7498-2星で暮らすサーナン（金目人）の少年。カル・サーナのため「ことば」を操ることが出来る。ブーゲン財団に捕まってしまい、生体実験されそうになり脱走する。ハーマーに頼んでシャナと会うが、再びブーゲン財団に捕まってしまい、研究所に連れ去られる。
シャナによって助け出されるが、研究所を脱出する際にジェイスン博士に射殺される。しかし、ダフのトリューンの方はかろうじて命を取り留め、シャナと共にGo-7498-2星に向かう。
ゼク・イセドウ
ブーゲン財団の若手ホープで、Go-7498-2星調査団の責任者。頭脳明晰だが、トリューンに対する生体実験を平然と行おうとするなど、冷徹な人物でもある。
財団の創設者ハルツ・ブーゲンの遺伝子を培養して造られたクローンである。一連の事件の終結後は、単身Go-7498-2星に向かい金目人とのファーストコンタクトを強行する。
自分と正反対の人物であるハナギ博士に憧れを抱いている。OVA版では、同じクローンのシャナの身を案じる描写がある。
R・ハナギ
遺跡文字の解読を専門とする遺跡研究の権威。ゼクの要請を受けて金目人の調査に当たる。トリューンの生体実験を行おうとするゼクや財団のリーガ博士に食って掛かるなど倫理観が強い反面、研究者としての探究心との間で葛藤する一面も見られる。
ジェイスン
ブーゲン財団遺跡研究所の博士。シャナとゼクの生みの親。研究所から逃亡しようとしたトリューンを射殺する。その際、トリューンを人間扱いしなかったことでシャナの怒りを買い、彼女の「ことば」によって部下共々殺される。
ヴィ
元女医で、ハーマーとシャナの顔見知り。シャナの治療に当たっている。

## 用語
アル・カラル
数十万年前に高度文明を築いた種族で、現在は既に滅びている。「ことば」を操ることができ、その力でサーナンや人類を支配していた。
カル・サーナからは「神」「主人（マスター）」「創造主」と呼ばれて現在も崇拝されているが、サーナンと人類からは既に忘れ去られてしまっている。
『アルカライラ』において、サーナンと人類を自らの「道具」として創造したことが明かされる。
サーナン
Go-7498-2星に住む種族。浅黒い肌に金髪金眼の外見が特徴的な種族であり、人類からは「金目人（きんめじん）」と呼ばれている。
『アルカライラ』において、サーナンはアル・カラルに似せて造られたことが語られている。
カル・サーナ
アル・カラルの「ことば」を理解し、操ることが出来るサーナンであり、人類からは「異星人の巫子」と呼ばれている。そのため、サーナンの中での地位は高い。ただし、アル・カラルとは違い、意識を集中しなければ「ことば」に呑み込まれてしまう。
ダフ
サーナンの身体に寄生して生きる小さなドラゴンで、名前を与えることによって宿主と一体になる。宿主とは一心同体の共生関係にあり、宿主が怪我を負った際には体組織の再生を行う。また、身体を変形させることで武器にもなる。
人類の間でも「癒着ペット」として一部で流通している。
ブーゲン財団
180年前にハルツ・ブーゲンによって創設された財団。遺跡の発掘調査や異星人との接触を独占することによって莫大な利益を手にしており、その利権を守るためにアル・カラルに関する情報を徹底的に秘匿している。また、「財団に逆らった人間は二度と遺跡研究に携われなくなる」と言われている。
OVA版では、財団の目的はアル・カラルが残したとされる「アル・カラルの遺産」（財宝なのか、文明の情報なのかは財団も把握していない）を手に入れることであり、シャナを造ったのもトリューンに執着しているのも、「アル・カラルの遺産」に関する情報を求めてのことだったことが明かされる。

## 書誌情報
- アル・カラルの遺産 1990年6月20日発売 ISBN 4-19-830066-6

## OVA
1993年発売。70分（レンタル版VHSは1992年、75分）

### スタッフ
- 監督 - 石黒光一
- 脚本 - 関島眞頼
- 演出 - 政木伸一
- 絵コンテ - 政木伸一、寺東克己、小島正幸、熊谷雅晃
- キャラクターデザイン - 嵯峨敏
- 作画監督 - 工藤柾輝
- 美術監督 - 阿部泰三郎
- 色彩設計 - 佐々木雅人
- 撮影監督 - 岡本英一郎
- 音楽 - MARI、小滝満
- 音響監督 - 渡辺淳
- プロデューサー - 大串京子
- 制作プロデューサー - 加藤長輝、池口和彦、蔭山康生
- 制作協力 - ビジュアル80
- 制作 - アニメイトフィルム
- 製作・著作 - 徳間ジャパンコミュニケーションズ

### キャスト
- シャナ - 久川綾
- ハーマー - 田中秀幸
- トリューン - 折笠愛
- ゼク - 堀秀行
- ハナギ - 藤本譲
- ヴィ - 山田栄子
- ボルグ - 広瀬正志
- レス - 天野由梨
- バブル - 森川智之
- ゴードン - 沢木郁也
- セト - 松本保典
- リーガ - 大山高男
- ジェイスン - 佐藤正治
- ボーク - 塩屋浩三
- ジム - 古田信幸
- 女性A - 西宏子
- 女性B - 佐久間純子
- 警備兵A - 菅原淳一
- 警備兵B - 相沢正輝
- 警備兵C - 石野竜三
- 警備兵D - 山崎たくみ

## 関連作品
- ドラゴントリューン - 本作の発表前に執筆された短編。『リュウ』1983年7月号掲載。単行本『空白の悲鳴』に収録。
- 癒着ペット取り扱い店 - 癒着ペットを題材にしたホラーギャグ短編。『ワープin』Vol.6（1986年11月発行）掲載。単行本『空白の悲鳴』に収録。
- アルカライラ - 本作の続編。『サウス』に連載された。単行本全1巻。新書館。